# St. Anna (Žireč)

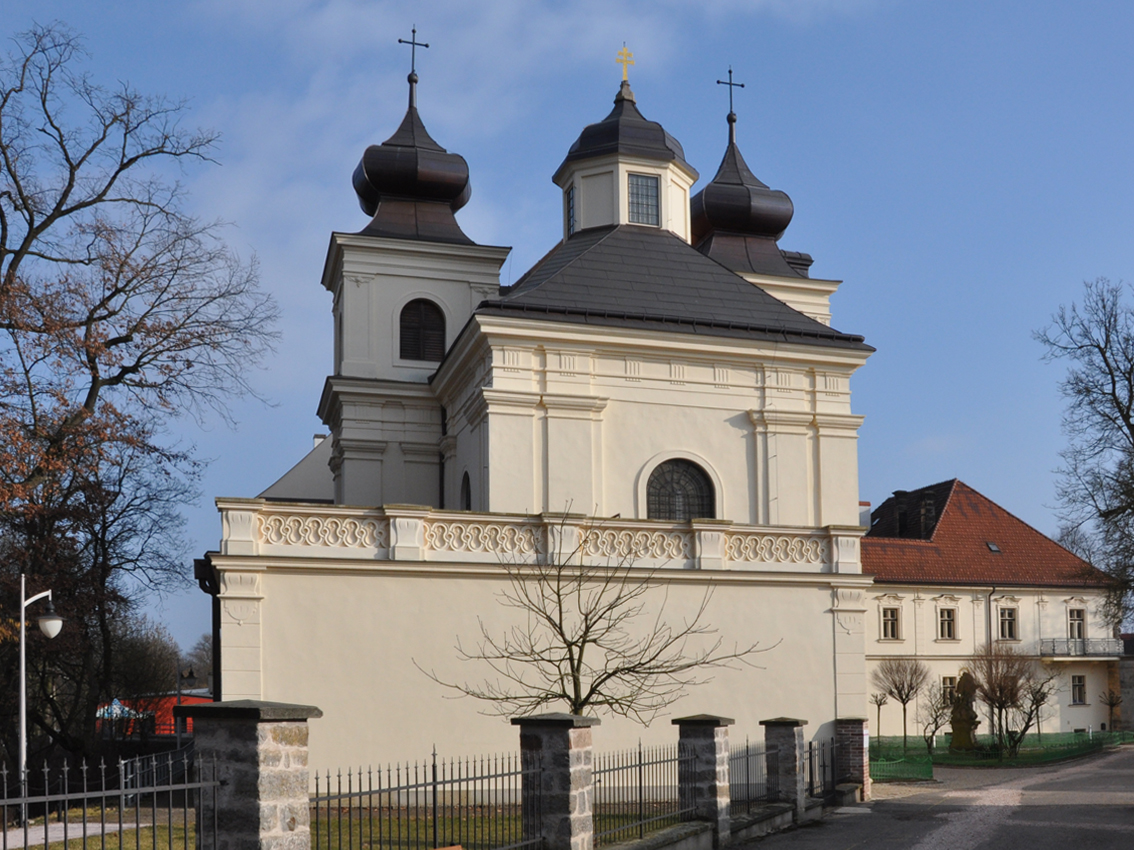
St. Anna

St. Anna (tschechisch Kostel svaté Anny) ist eine römisch-katholische Pfarrkirche in Žireč (deutsch Schurz) im Okres Trutnov in Tschechien. Žireč ist heute Ortsteil von Dvůr Králové nad Labem (Königinhof). Die Kirche St. Anna gehört zum Bistum Königgrätz.

## Geschichte
Im 11. Jahrhundert befand sich hier ein Hof der Prager Bischöfe mit Kapelle, die Bischof Jaromír-Gebehard weihte. 1635 kam Schurz an die Wiener Jesuiten. Die alte Schlosskapelle wurde von 1668 bis 1698 als Konventkirche neu erbaut und 1703 konsekriert. Später wurde sie zur Pfarrkirche St. Anna erhoben. 1825 brannte die Kirche aus, wobei der Chor mit Hauptaltar und die Glocken vernichtet wurden. Die alte Glocke von 1725 konnte 1825 umgegossen werden.

## Bauwerk
Die Kirche ist ein nicht geosteter Bau aus dem Barock, der im Osten an das Schloss Schurz angebaut ist. Die Kirche hat zwei niedrige Türme mit Zwiebelhauben und Blechdächern. Unter dem Chor befindet sich eine Gruft mit den hier bestatteten Jesuiten. Das Kirchenschiff hat ein Tonnengewölbe. Auf dem Hochaltar befindet sich ein vergoldeter Rahmen mit vier auswechselbaren Altargemälden. Die Kirche hat vier Seitenaltäre, der Holz-Taufbrunnen stammt aus der Zeit um 1800. Bemerkenswert ist das Glockenspiel aus dem Barock, das von Graf Franz Anton von Sporck gestiftet wurde.